# ناو ادمیرال گراف اشپی

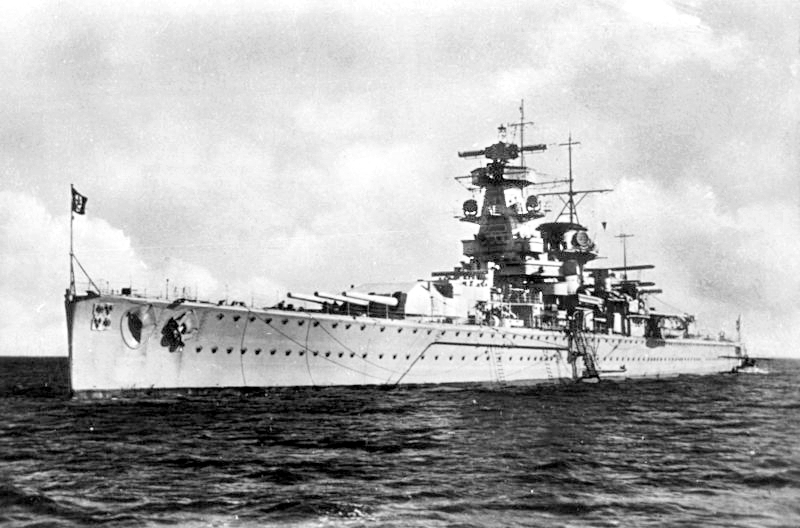
ناو گراف اشپی

ادمیرال گراف اشپی (به آلمانی: Admiral Graf Spee) یک ناو کلاس دویچلند بود. این ناو در جنگ جهانی دوم در کریگس‌مارینه خدمت کرد.